# Mian Mian
Wang Shen, conocida como Mian Mian (棉棉, 28 de agosto de 1970), es una escritora china criada en una familia de intelectuales de Shanghái. 
Mian Mian, criada en el seno de una familia intelectual, siempre ha sido objeto de controversia desde que decidió abandonar la elitista secundaria Yanji de Shanghái. 
Comenzó a escribir ficción a los 16 años. Solía frecuentar el Cotton Club, un famoso club de jazz de Shanghái y llegó a posar desnuda para varios artistas antes de mudarse a Shenzhen. La mayor parte de sus historias ilustran ambientes picarescos, llenos de ladrones, prostitutas y hombres débiles e incapaces.
Es considerada como una de las primeras autoras chinas que ha retratado el submundo chino, en el que abunda la drogadicción y el vandalismo. Las heroínas de Mian Mian también viven y sobreviven situaciones duras, incluso si son autoinducidas. 

## Obras
- 啦啦啦 (lā lā lā, La la la), 1997
- 糖 (Táng, Caramelos), 2000
- 每个好孩子都有糖吃 (Měige Hǎoháizi Dōu Yǒu Táng Chī, Todo niño bueno se merece un caramelo), 2002
- 社交舞 (Shèjiāo Wǔ, La danza social), 2002
- 熊猫 (Xióngmāo, Panda), 2004

### Traducidas al español
- Caramelos (糖 Táng), 2011 ISBN 9788498006889

## Controversias
Cuando su novela Caramelos fue publicada en China, causó un gran escándalo por el retrato que hacía de los suburbios de Shanghái con un estilo duro y cruelmente sincero. Como consecuencia, fue censurada en su propio país.  Esto catapultó su fama en el panorama internacional, convirtiéndose en un top ventas en Francia en 2003.
En 2009, Mian Mian demandó a Google al descubrir que la compañía había subido su libro a su biblioteca en línea. En su demanda, pedía la cantidad de 61 000 yuanes y una disculpa pública. La respuesta del gigante tecnológico fue eliminar el libro de su biblioteca. Apareció en 2013 en el documental Google and the World Brain.